# Рои (деревня, Кировская область)
Рои — деревня в Арбажском районе Кировской области. 

## География
Находится на расстоянии примерно 11 километров по прямой на восток-северо-восток от районного центра поселка Арбаж.

## История
Известна с 1802 года как починок при речке Черной или Рой. В 1873 году было учтено дворов 7 и жителей 66, в 1905 19 и 152, в 1926 (уже деревня Рои) 40 и 195, в 1950 18 и 61. В 1989 году оставалось 23 жителя. До января 2021 года входила в состав Арбажского городского поселения до его упразднения.

## Население
Постоянное население составляло 12 человек (русские 100%) в 2002 году, 3 в 2010.